# Parc Nacional del Manovo-Gounda Saint-Floris
El Parc Nacional Manovo-Gounda St Floris és un parc nacional,situat a la prefectura de Bamingui-Bangoran a la República Centreafricana, prop de la frontera amb el Txad. Va ser inscrit en la llista dels llocs del Patrimoni de la Humanitat el 1988 a conseqüència de la diversitat de la vida salvatge que hi és present. Va ser inscrit el 1997 a la llista del Patrimoni de la Humanitat en perill.
Les espècies més importants són els rinoceronts negres, elefants, guepards, lleopards, gaseles vermelles i bisons africans.

## Parc
Hi destaquen espècies com els rinoceronts negres,els elefants,els guepards,els lleopards, gasel·les de front vermell i búfals; així com una àmplia gamma d'espècies, d'aus aquàtiques que es produeixen a les planes al·luvials del nord. El lloc es troba sota amenaça a causa del quasi extermini de les seves espècies de fauna rara. El lloc va ser inscrit a la llista del Patrimoni de la Humanitat en perill, després d'informes de pastura il·legal i la caça furtiva de caçadors fortament armats, que poden haver capturat fins al 80% de la fauna del parc. L'afusellament de quatre membres del personal del parc a principis de 1997 i un estat general de deteriorament de la seguretat fa que tots els projectes de desenvolupament i de turisme estiguin parats. El govern de la República Centreafricana proposa assignar la responsabilitat de gestió del lloc a una fundació privada. La preparació d'un estat detallat d'informe de conservació i un pla de rehabilitació per al lloc va ser recomanat pel Comitè del Patrimoni Mundial a la reunió de 1998. La gent està treballant en programes de millorament per reactivar la vida silvestre.
El tiroteig a quatre membres del personal del parc a principis de 1997 i un estat general de deteriorament de la seguretat van frenar tots els projectes de desenvolupament i turisme.
El govern de la República Centreafricana va proposar assignar la responsabilitat de la gestió del lloc a una fundació privada. La preparació d'un informe detallat de l'estat de conservació i un pla de rehabilitació del lloc va ser recomanat pel Comitè del Patrimoni Mundial a la seva sessió de 1998. La gent està treballant en programes de cria per reviure la vida salvatge natural.

## Ubicació
El parc ocupa la major part de l'extrem oriental de la província de Bamingui-Bangoran al nord del país. El límit nord del parc és la frontera internacional amb el Txad als rius Aouk (Bahr) i Kameur. La frontera oriental és el riu Vakaga, la frontera occidental és el riu Manovo uns 40 km (25 mi) a l'est de N'Délé, i la frontera sud és la carena del massís del Bongo. La carretera Ndéle-Birao travessa el parc.

## Criteris de la UNESCO per a la designació com a Patrimoni de la Humanitat
El Parc Nacional Manovo-Gounda Saint Floris compleix dos dels criteris per al reconeixement com a patrimoni natural de la UNESCO:
(ix): El Parc Nacional Manovo-Gounda Saint Floris té formacions naturals excepcionals. El parc s'estén per les zones biogeogràfiques Sudan-Sahel i Sudan-Guinea. Això dona lloc a una varietat d'hàbitats, que van des de planes herbades al nord fins a sabanes amb boscos galeria al sud. L'àrea cobreix tota la conca hidrogràfica dels tres rius principals (Manovo, Koumbala i Gounda) amb planes inundables herbades i zones humides. Les planes s'intercalen amb petits inselbergs de granit i, al sud, amb l'abrupte massís de gres del Massís de Bongo.
Aquest parc a gran escala, que forma un corredor funcional al Parc Nacional Bamingui-Bangoran i està envoltat de zones de caça, protegeix la sabana més gran de l'Àfrica Central. És un exemple únic d'aquest ecosistema i acull poblacions viables de diverses espècies típiques d'aquesta part d'Àfrica i d'altres parts de l'Àfrica oriental i occidental.
(x): la vida salvatge del parc reflecteix la transició entre l'Àfrica oriental i occidental, el Sahel i la selva tropical. Amb unes 57 espècies de mamífers, acull la fauna més diversa del país. En aquest sentit, s'assembla a les exuberants sabanes de l'Àfrica oriental.
El parc acull algunes espècies importants de mamífers com el rinoceront negre, l'elefant, l'hipopòtam, la gasela de front vermell (aquí al límit sud de la seva distribució), el lleó, el lleopard, el guepard i el gos salvatge. Hi ha grans agregacions d'herbívors com ara el búfal, l'antílop de l'herba del Senegal, l'antílop d'aigua i l'espina sud-africana. Al parc s'han comptabilitzat unes 320 espècies d'ocells, entre les quals hi ha almenys 25 rapinyaires. Les planes inundables del nord del parc són especialment adequades per a les aus aquàtiques; també s'han detectat al parc becs d'esclop.